# 267 Tirza
267 Tirza је астероид главног астероидног појаса са пречником од приближно 52,68 km.
Афел астероида је на удаљености од 3,056 астрономских јединица (АЈ) од Сунца, а перихел на 2,489 АЈ.
Ексцентрицитет орбите износи 0,102, инклинација (нагиб) орбите у односу на раван еклиптике 6,010 степени, а орбитални период износи 1686,677 дана (4,617 године).
Апсолутна магнитуда астероида је 10,50 а геометријски албедо 0,040.
Астероид је откривен 27. маја 1887. године.